# Bahnhof Herzogenrath
Der Bahnhof Herzogenrath ist der bedeutendste und größte Bahnhof von Herzogenrath in der Städteregion Aachen. Am Bahnhof Herzogenrath zweigen die Strecke nach Sittard über Heerlen und Landgraaf sowie die Bahnstrecke Stolberg–Herzogenrath ab, die durch die Euregiobahn bedient wird. Er liegt im Tarifgebiet des Aachener Verkehrsverbunds und verfügt über mehrere Bushaltestellen sowie ein Park-and-ride-Parkhaus mit einer Carsharing-Station von Cambio. Neben Fahrkartenautomaten befinden sich im Bahnhofsgebäude auch ein Kiosk und ein privat betriebenes Reisezentrum, das montags bis freitags von 9 bis 17 Uhr geöffnet ist. Außer ihm hat Herzogenrath noch drei andere Bahnhöfe: Herzogenrath-Alt-Merkstein, Herzogenrath-August-Schmidt-Platz und Kohlscheid.
In der Qualitätsbewertung des Zweckverbandes Nahverkehr Rheinland (nvr) von Ende 2014 erhielt der Bahnhof eine Gesamtwertung von 94,1 % (entspricht der Wertung „akzeptabel mit kleineren, zu vernachlässigenden Mängeln“, Platz 96 von 190). Noch Ende 2013 erhielt der Bahnhof eine Gesamtwertung von 88,96 % (entspricht der Wertung „noch akzeptabel“, Platz 134 von 187).

## Geschichte

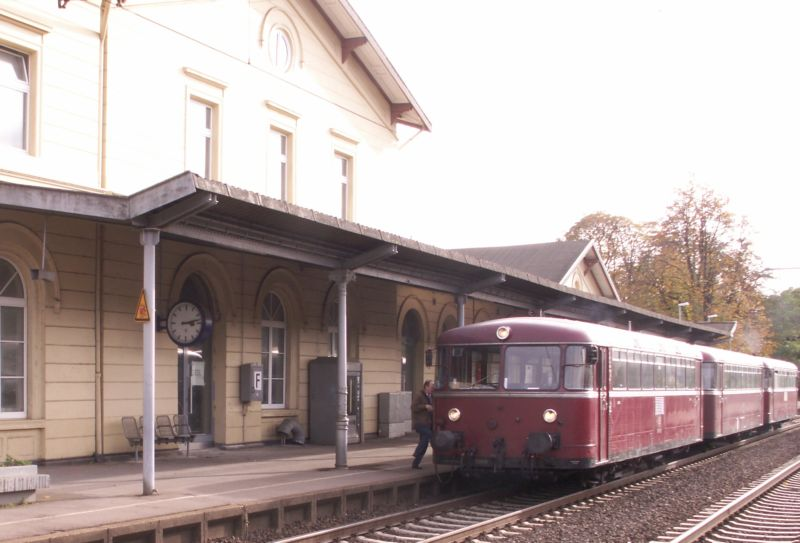
Schienenbus in Herzogenrath

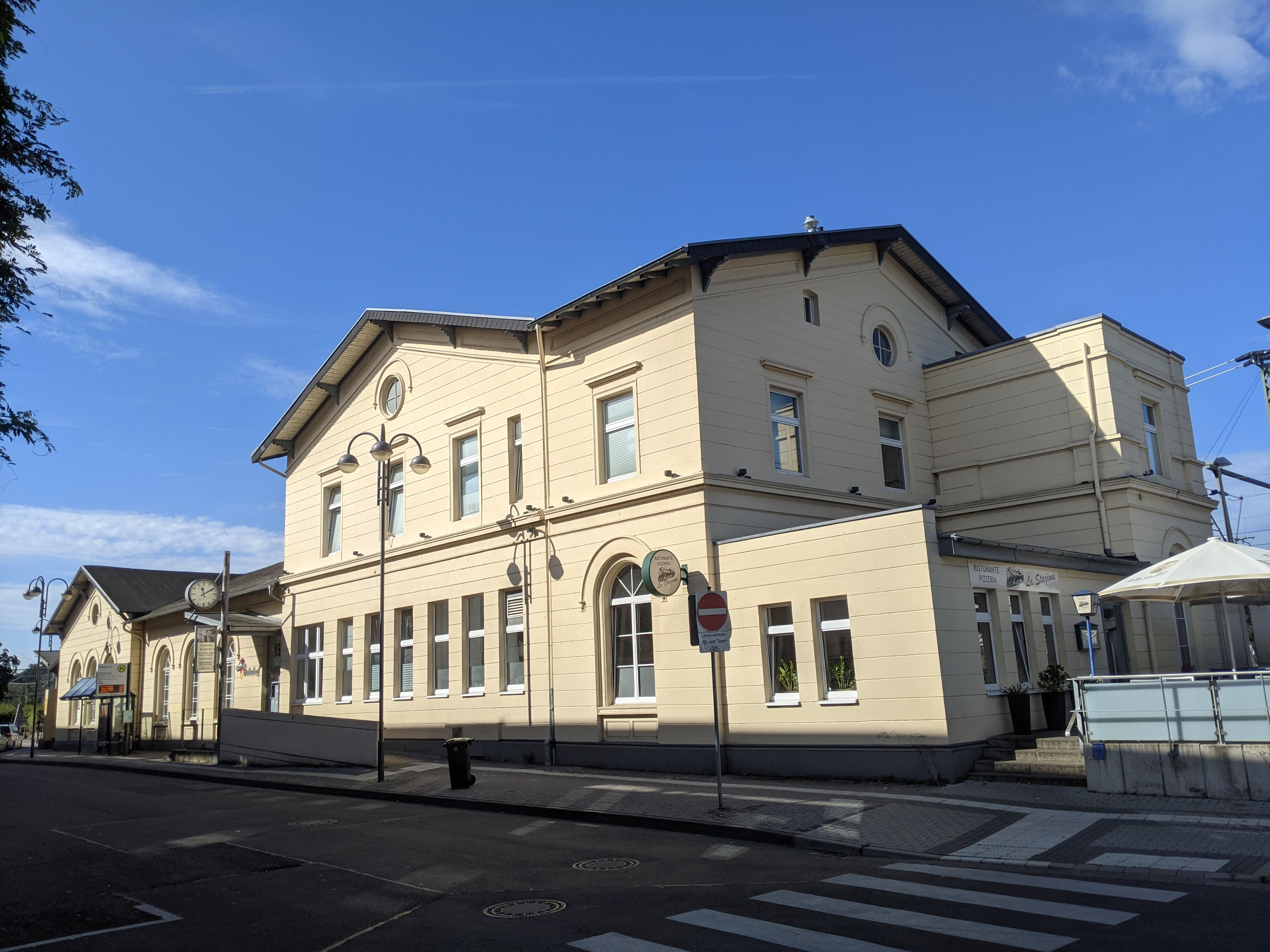
Empfangsgebäude von der Straßenseite

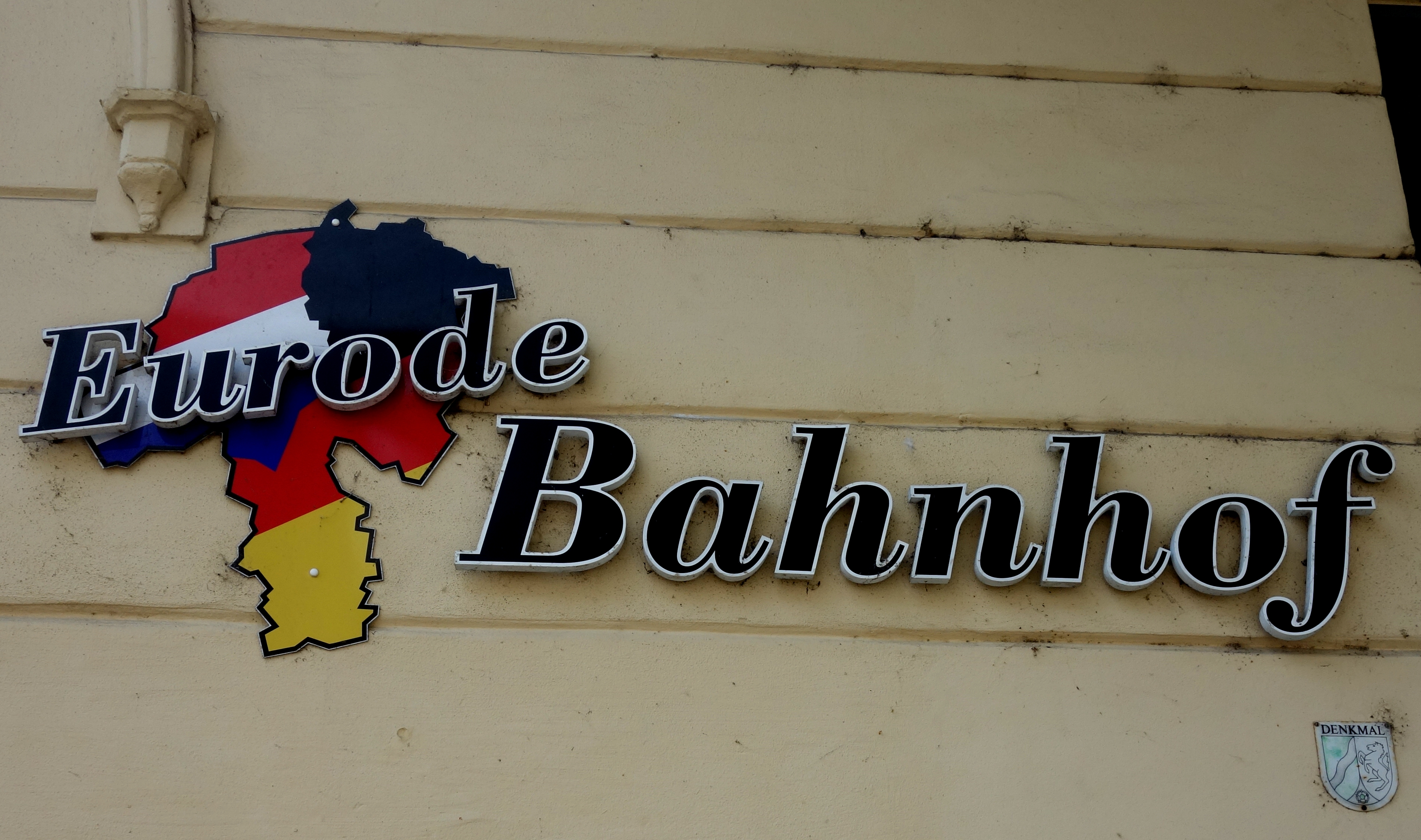
Schriftzug Eurode Bahnhof an der Straßenseite des Bahnhofsgebäudes

1852 erhielt Herzogenrath den Anschluss an die Bahnstrecke Aachen–Mönchengladbach, ein Jahr danach wurde das heute noch existierende Empfangsgebäude eingeweiht. 1857 wurde ein Ladegleis für Kohle der Grube Anna im benachbarten Alsdorf angelegt, 1890 eine neugebaute Strecke über Alsdorf in Richtung Stolberg (Rheinland) und 1892 ins niederländische Heerlen in Betrieb genommen. Von 1890 bis 1950 bestand in Herzogenrath ein Bahnbetriebswerk.
Im Dezember 2004 wurde die Strecke nach Stolberg mit den Haltepunkten Herzogenrath-Alt-Merkstein und Herzogenrath-August-Schmidt-Platz wiedereröffnet und im Dezember 2005 der Betrieb auf dieser Strecke nach Alsdorf-Annapark verlängert. Von 2007 bis 2008 wurden die Bahnsteige von etwa 38 Zentimeter auf eine Höhe von 76 Zentimetern umgebaut und die nutzbare Länge auf 170 m stark verkürzt. Darüber hinaus wurde die Unterführung modernisiert und mit zwei Aufzügen für den barrierefreien Zugang zu den Bahnsteigen ausgestattet. Seit dem Fahrplanwechsel am 13. Dezember 2009 ist der Bahnhof Herzogenrath mit einigen Intercitys auf den Relationen Aachen – Berlin und Leipzig – Köln wieder an das Fernverkehrsnetz angeschlossen, die seit dem 16. Dezember 2013 täglich außer samstags verkehren.
Mit der Eröffnung des renovierten Bahnhofsgebäudes im März 2007 wurde im Bahnhofsgebäude auch das FrauenKomm.Gleis1 eröffnet. Außerdem bezog der gemeinnützige Verein Forum für Kunst und Kultur Herzogenrath in der Euregio e. V. einen Teil des Gebäudes.
Im Juni 2009 erhielt der Bahnhof den Namen „Eurode Bahnhof“.
Neben verschiedenen Veranstaltungsräumen für Ausstellungen und Seminare steht auch ein Bistro zur Verfügung.
Im April 2011 benutzten Königin Beatrix, Prinzessin Máxima der Niederlande und Kronprinz Willem-Alexander von Oranje-Nassau den Bahnhof für ihren Staatsbesuch. Sie wurden am Sonderzug aus den Niederlanden von Ministerpräsidentin Hannelore Kraft empfangen.
Seit 2015 wird der Bahnhof erneut modernisiert und erweitert. So ist im Sommer 2016 eine Elektrotankstelle eingerichtet worden. Seit Dezember 2018 verbindet der LIMAX Maastricht und Aachen, im Juni 2024 wurde die Linie nach Lüttich verlängert. Arriva, ein Tochterunternehmen der Deutschen Bahn, hat die Konzession für den Betrieb von verschiedenen Bus- und Bahnlinie ab 11. Dezember 2016 in Limburg gewonnen und betreibt diese Verbindung mit Mehrsystemzügen des Typs Stadler Flirt 3. Dazu wurde die Bahnstrecke zwischen Herzogenrath und Heerlen 2018 elektrifiziert und erhielt in Haanrade eine Systemtrennstelle für den Systemwechsel von 15 kV, 16,7 Hz auf das niederländische Gleichstromsystem mit einer Spannung von 1,5 kV. Da auch die Strecke der Euregiobahn nach Stolberg elektrifiziert werden soll, wird die Oberleitung im Bahnhofsbereich komplett erneuert und umgebaut. So kann man die Oberleitungen zwischen DB Netz und EVS sauber trennen.
Im Mai 2020 wurde von der EVS der Bau eines neuen, 280 Meter langen Mittelbahnsteigs zwischen den Gleisen 5 und 7 begonnen. Dazu wurden vom Land Nordrhein-Westfalen und der EU 11,24 Millionen Euro zur Verfügung gestellt. Gleis 6 wurde für den Bahnsteig abgerissen, der die freigewordene Fläche einnimmt. Der Zugang ist über eine Rampe vom bestehenden Fußgängertunnel aus möglich, der bereits früher unter dem gesamten Bahnkörper hindurch führte und lediglich ab dem Aufgang zu den Gleisen 2 und 3 durch eine Mauer mit einer Metalltüre versperrt war. Der neue Bahnsteig soll zunächst vor allem dem LIMAX und dem zukünftigen IC Aachen-Den Haag dienen, später soll auch die Euregiobahn dort halten.

## Planungen
Für die Anbindung der Bahnstrecke Stolberg–Herzogenrath ist der Bau eines Überwerfungsbauwerks geplant, sodass die Euregiobahn von Alsdorf kommend kreuzungsfrei den neuen Bahnsteig 5/7 erreichen kann.

## Betriebsanlagen
Der Bahnhof verfügt über sechs Bahnsteiggleise, von denen das als Gleis 55 bezeichnete ein Stumpfgleis ist und im Regelfall nicht genutzt wird. Weitere Stumpfgleise für den Verkehr auf der Strecke nach Stolberg befanden sich direkt neben Gleis 55 nördlich des Empfangsgebäudes, wurden jedoch für den Bau des Parkhauses größtenteils demontiert. Lediglich das bahnsteiglose Gleis 70 ist verblieben, endet jedoch weiter nördlich vor dem Parkhaus. Weitere Gleise liegen westlich der Bahnsteige und werden teilweise heute noch zur Abstellung von Güter- und Arbeitszügen genutzt.
Der Betrieb des Bahnhofs ist zwischen der Deutschen Bahn und der EVS Euregio Verkehrsschienennetz geteilt. Die Deutsche Bahn betreibt die Gleise 1–4, die Stumpfgleise 41 und 44 sowie das in den Bahnhof führende Gleis der Strecke von Heerlen. Die übrigen Betriebsanlagen einschließlich der Gleise von und zur Bahnstrecke nach Stolberg über Alsdorf werden von der EVS betrieben.

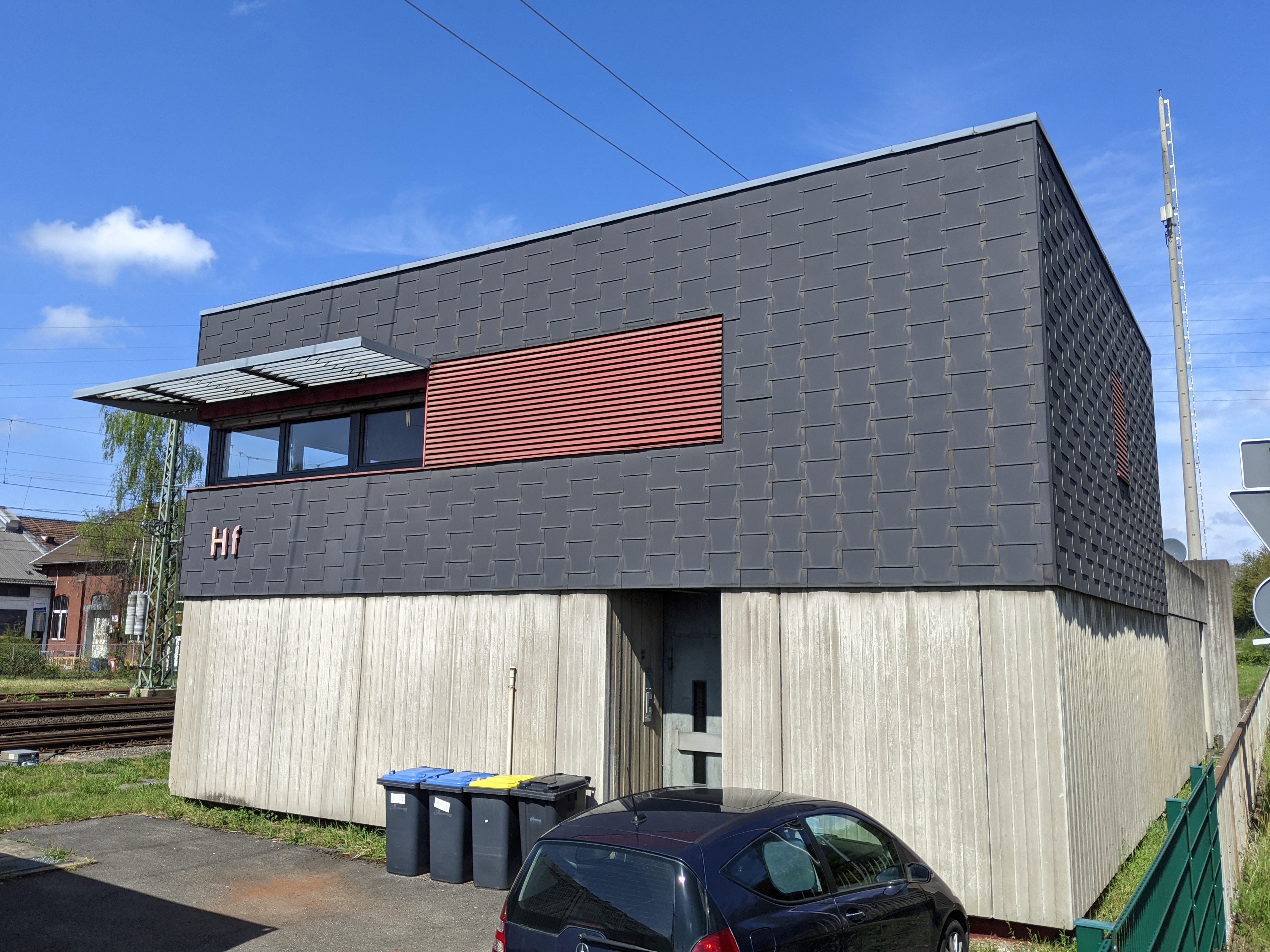
Stellwerk Herzogenrath

Herzogenrath ist einer von vier Bahnhöfen der Bahnstrecke Aachen–Mönchengladbach, die noch nicht vollständig durch ein elektronisches Stellwerk gesteuert werden. Der Betrieb im Bahnhof wird seit 1985 durch das Relaisstellwerk Hf der Bauart SpDrS600 an der nördlichen Bahnhofseinfahrt geregelt. Von diesem wird auch das Stellwerk des weiter Richtung Aachen gelegenen Bahnhofs Kohlscheid ferngesteuert. Zwischen 1915 und 1985 verfügte der Bahnhof über zwei mechanische Stellwerke an der nördlichen und südlichen Bahnhofseinfahrt. Das nördliche Fahrdienstleiterstellwerk Hf war auch für die Strecken nach Heerlen und Alsdorf zuständig, das südliche trug die Bezeichnung Hs. Der Betriebsteil der EVS wird von deren elektronischem Stellwerk in Stolberg Hauptbahnhof gesteuert.

### Bahnlinien

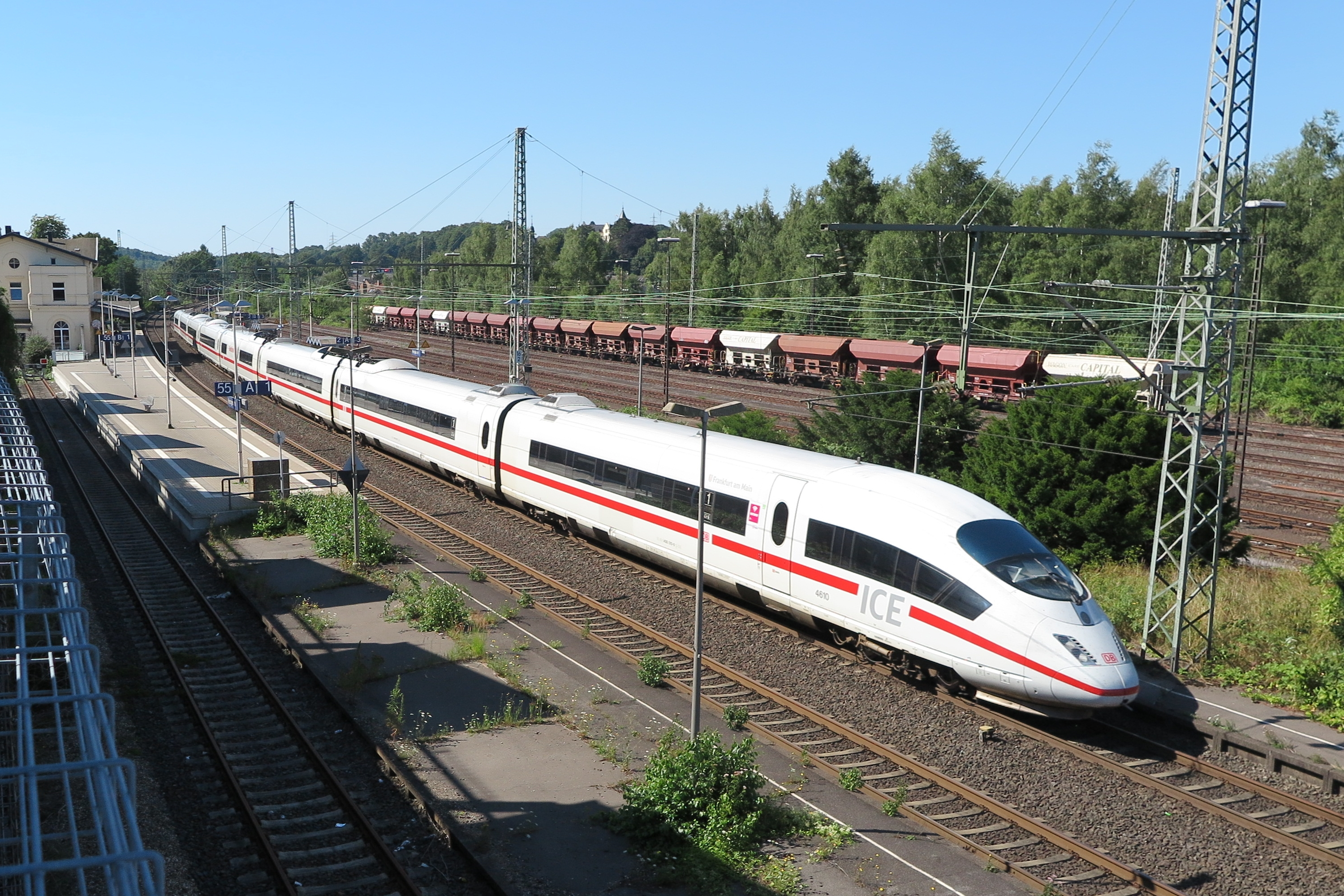
ICE auf Gleis 2

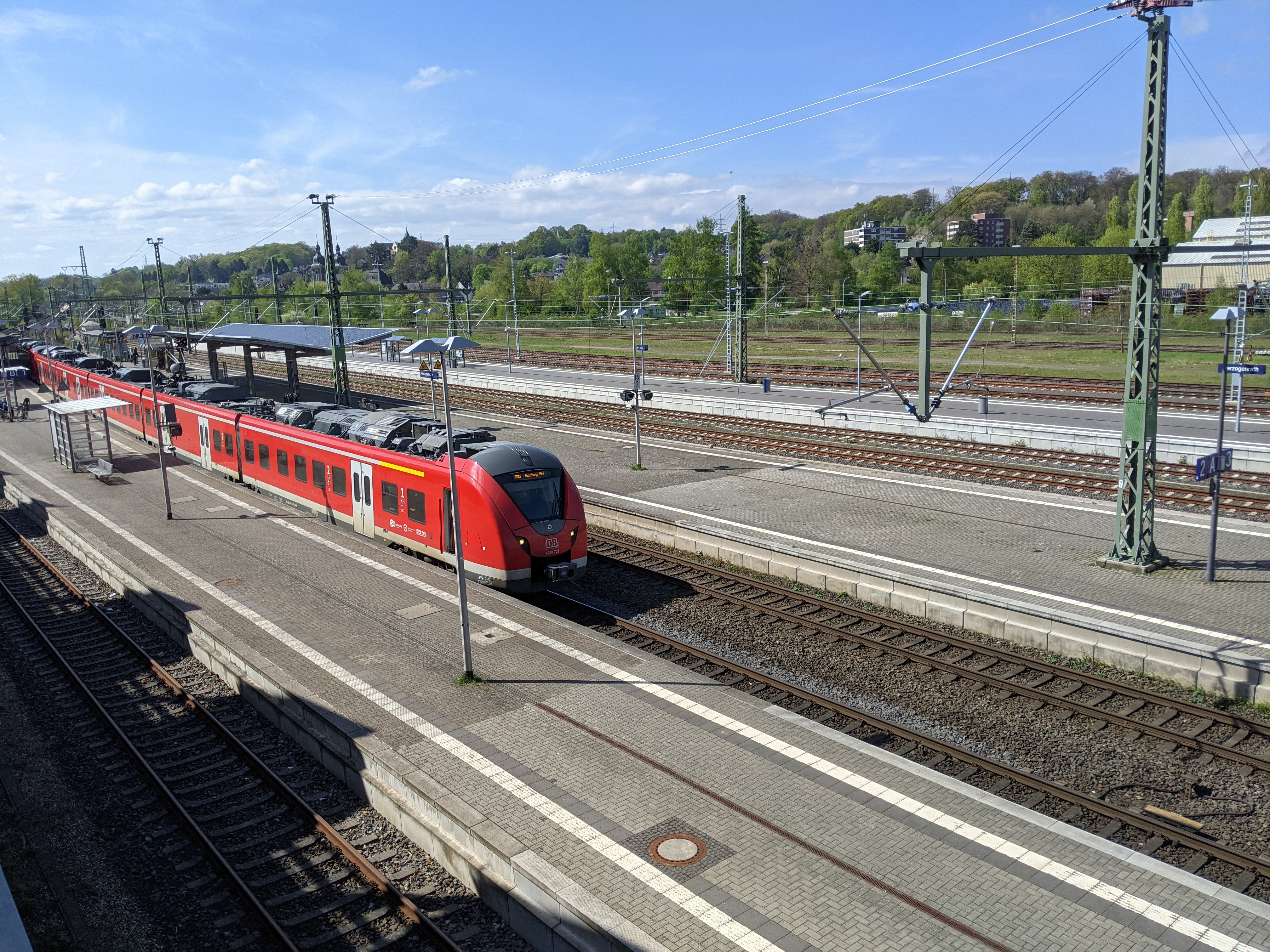
RB 33 auf Gleis 1

| Linie  | Linienverlauf | Takt                                                                                             |
| ------ | --- | ------------------------------------------------------------------------------------------------ |
| ICE 14 | ICE 757/1545 und ICE 1544/750: Aachen Hbf – Herzogenrath – Geilenkirchen – Rheydt Hbf – Mönchengladbach Hbf – Viersen – Krefeld Hbf – Duisburg Hbf – Essen Hbf – Dortmund Hbf – Hamm (Westf) Hbf – Gütersloh Hbf – Bielefeld Hbf – Herford – Hannover Hbf – Wolfsburg Hbf – Berlin Hbf – Berlin Ostbahnhof Stand: Fahrplanwechsel Dezember 2023 | Aachen→Berlin: Mo–So (ICE 757) Mo–Sa (ICE 1545) Berlin→Aachen: Mo–Fr, So (ICE 1544 bzw. ICE 750) |
| RE 4   | Wupper-Express: Aachen Hbf – Aachen Schanz – Aachen West – Herzogenrath – Kohlscheid (einzelne Züge) – Übach-Palenberg – Geilenkirchen – Lindern – Hückelhoven-Baal – Erkelenz – Rheydt Hbf – Mönchengladbach Hbf – Neuss Hbf – Düsseldorf-Bilk – Düsseldorf Hbf – Wuppertal-Vohwinkel – Wuppertal Hbf – Wuppertal-Barmen – Wuppertal-Oberbarmen – Schwelm – Ennepetal (Gevelsberg) – Hagen Hbf – Wetter (Ruhr) – Witten Hbf – Dortmund Hbf Stand: Fahrplanwechsel Dezember 2023 | 60 min                                                                                           |
| RE 18  | LIMAX: Aachen Hbf – Aachen West – Herzogenrath – Eygelshoven Markt – Landgraaf – Heerlen – Valkenburg – Meerssen – Maastricht – Maastricht Randwyck – Eijsden – Visé – Bressoux – Liège-Guillemins Stand: Fahrplanwechsel Juni 2024 | 30 min 60 min Maastricht–Liège-Guillemins                                                        |
| RB 20  | Euregiobahn: Stolberg (Rheinl) Hbf – Eschweiler-St. Jöris – Alsdorf-Poststraße – Alsdorf-Mariadorf – Alsdorf-Kellersberg – Alsdorf-Annapark – Alsdorf-Busch – Herzogenrath August-Schmidt-Platz – Herzogenrath-Alt-Merkstein – Herzogenrath – Kohlscheid – Aachen West – Aachen Schanz – Aachen Hbf – Aachen-Rothe Erde – Eilendorf – Stolberg (Rheinl) Hbf hier Flügelung; Zugteil 1: – Eschweiler-West – Eschweiler Talbahnhof/Raiffeisenplatz – Eschweiler-Nothberg – Eschweiler-Weisweiler – Langerwehe – Düren; Zugteil 2: – Stolberg (Rheinl) Hbf (Gleis 27) – Stolberg-Schneidmühle – Stolberg Mühlener Bahnhof – Stolberg-Rathaus – Stolberg-Altstadt (aufgrund von Hochwasserschäden fahren die Züge nur bis Stolberg Rathaus. Schienenersatzverkehr findet weiterhin zwischen Stolberg Hbf und Eschweiler Talbahnhof statt) Stand: 30. April 2023 | 60 min (Stolberg Hbf–St. Jöris–AL-Annapark) 30 min 60 min (Langerwehe–Düren)                     |
| RB 33  | Rhein-Niers-Bahn: Zugteil 1: Essen-Steele – Essen Hbf – Essen West – Mülheim (Ruhr) Hbf – Mülheim (Ruhr)-Styrum – Duisburg Hbf – Duisburg-Hochfeld Süd – Rheinhausen Ost – Rheinhausen – Krefeld-Hohenbudberg Chempark – Krefeld-Uerdingen – Krefeld-Linn – Krefeld-Oppum – Krefeld Hbf – Forsthaus – Anrath – Viersen – Mönchengladbach Hbf – Rheydt Hbf – Wickrath – Herrath – Erkelenz – Hückelhoven-Baal – Brachelen – Lindern Zugteil 2: Heinsberg (Rheinl) – Heinsberg Kreishaus – Heinsberg-Oberbruch – Heinsberg-Dremmen – Heinsberg-Porselen – Heinsberg-Horst – Heinsberg-Randerath – Lindern Flügelung bzw. Zusammenführung: Lindern – Geilenkirchen – Übach-Palenberg – Herzogenrath – Kohlscheid – Aachen West – Aachen Schanz – Aachen Hbf Stand: Fahrplanwechsel Juni 2022                                                                   | 60 min                                                                                           |

### Buslinien
Folgende Buslinien verkehren vom Bahnhofsvorplatz am Bahnhof Herzogenrath:
| Linie | Betreiber | Verlauf |
| ----- | --------- | --- |
| 21    | ASEAG     | Lintert Friedhof – Burtscheid – Aachen Hbf – Misereor – Elisenbrunnen – Aachen Bushof – Ludwig Forum – Talbot – Haaren – Würselen – Morsbach – Bardenberg – (Pley –) Niederbardenberg – Herzogenrath Bf – Ritzerfeld – Merkstein – Boscheln – Holthausen – Übach – Palenberg – Palenberg Bf                                                            |
| 27    | Arriva    | Herzogenrath Bf (D) – Kerkrade Eurode Park (NL) – Rolduc – Kerkrade Busstation – Kampstraat/Kerk – Parkstad Stadion (kein AVV-Tarif) |
| 47    | ASEAG     | (Brand –) Hüls – Kaiserplatz – Aachen Bushof – Ponttor – Laurensberg – Richterich – Kohlscheid Weststr. – Pannesheide – Straß – Herzogenrath Bf – Ritzerfeld – Merkstein |
| X47   | ASEAG     | Expressbus: Aachen Bushof – Ponttor – Kohlscheid Weststr. – Pannesheide – Straß – Herzogenrath Bf – Ritzerfeld – Merkstein |
| 54    | ASEAG     | Diepenbenden – Burtscheid Hauptstr. – Normaluhr – Theater – Elisenbrunnen – Aachen Bushof – Eurogress – Soers – Berensberg – Rumpen – Kohlscheid Markt – Klinkheide – Pannesheide – Straß – Herzogenrath Bf – Herzogenrath Schulzentrum / Waldfriedhof / (Ritzerfeld – Merkstein – Industriegebiet Boscheler Berg)                                     |
| 69    | ASEAG     | Alsdorf-Annapark – (Busch –) Zopp – Noppenberg – Nordstern – Bierstraß – Herzogenrath Bf |
| 89    | ASEAG     | Alsdorf-Annapark – Zopp – Noppenberg – Nordstern – Merkstein – Herzogenrath Bf (– Herzogenrath Schulzentrum) |
| 430   | west      | Herzogenrath Bf – Ritzerfeld – Merkstein – Boscheln – Übach – Palenberg – Palenberg Bf |
| HZ1   | ASEAG     | (Herzogenrath Schulzentrum –) Herzogenrath Bf – (Merkstein Hauptstr. –) Worm – Wildnis – Hofstadt |
| HZ3   | ASEAG     | (Herzogenrath Schulzentrum –) Herzogenrath Bf – Merkstein – Plitschard – Herbach – Hofstadt |
| N3    | ASEAG     | Nachtexpress: nur in den Nächten vor Samstagen sowie Sonn- und Feiertagen Elisenbrunnen – Aachen Bushof (→ Ludwig Forum → Haaren → Verlautenheide → Würselen → Morsbach → Bardenberg) / (← Eurogress ← Berensberg ← Rumpen ← Kohlscheid Markt ← Klinkheide ← Pannesheide ← Straß) – Herzogenrath Bf – Ritzerfeld – Merkstein (← Boscheln ← Holthausen) |